# クリスティアン・ヴルフ
クリスティアン・ヴィルヘルム・ヴァルター・ヴルフ（Christian Wilhelm Walter Wulff, 1959年6月19日‐）は、ドイツ連邦共和国の政治家、第10代連邦大統領。所属政党はドイツキリスト教民主同盟 (CDU)。2003年より2010年までニーダーザクセン州首相を務めた。ホルスト・ケーラーの辞任に伴い、後任の連邦大統領に選任され、ドイツ連邦共和国建国以来最年少での就任であった。

## 経歴

### 初期の経歴
オスナブリュック生まれ。両親が離婚し、継父も家族を捨てたため、多発性硬化症を患っていた母を16歳で介護し、また妹たちを育てた。ギムナジウム在学中の1975年にCDUに入党。同党の青少年組織であるSchüler Unionで活動し、1978年から1980年までその全国代表を務めた。1979年にオスナブリュック大学に入学して経済法を重点に法学を学んだ。在学中もCDUの青年組織Junge Unionで活動し、1979年から1983年までその代表委員を務め、1983年から1985年まではニーダーザクセン州代表を務めた。また1984年からは同州のCDU代表部に入った。1987年、第一次法曹試験に合格。1990年に第二次法曹試験（国家司法試験）に合格、弁護士資格を取得した。
1986年、オスナブリュック市議会議員に当選（‐2001年）。1989年から同市議会でCDU議員団長を務めた。1994年、ニーダーザクセン州議会議員に初当選し、CDUの州代表および州議会党議員団長に就任。1998年11月には直前の連邦議会選挙で敗北したCDUの、4人の副党首の一人に抜擢された。1994年の州議会選挙では州首相候補としてドイツ社会民主党 (SPD) の現職ゲアハルト・シュレーダー州首相（当時）に挑戦したが敗れ、1998年にも挑戦したが敗北した。シュレーダーが連邦首相に転出した後の2003年3月、州議会選挙で現職のジグマール・ガブリエル州首相率いるSPDを破ってついに州首相の座を手に入れた。ヴルフ内閣はCDUの閣僚7人と自由民主党 (FDP) の閣僚2人からなる連立政権である。

### 州首相

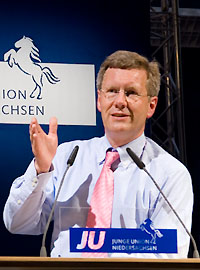
ヴルフ（2007年4月）

州首相就任当初は財政立て直しのため、社会保障の縮小を含む大規模な緊縮財政を行った。とりわけ教育費は大きく削られたが、その結果州の新たな負債は彼の就任当初から半減し、2007年には、2001年以降では初めて州憲法の規定する負債に頼らない州予算案を立てることができた。その他州の学制を改革してアビトゥーアの受験可能学齢を引き下げたり、行政管区 (Regierungsbezirk) を廃止して州行政を各自治体と州政府の二段階制に改めるなどの改革を行った。その他警官を増員して治安向上に努めたり、職業訓練の機会を増やした点もその業績として挙げられている。ニーダーザクセン州首相は地元に本社のあるフォルクスワーゲングループの監査役を兼ねているが、2007年3月にヴルフは11億5千万ユーロを投じて同社の株5％を取得し、ニーダーザクセン州の持ち株比率を25％まで引き上げ、同社経営に対する州政府の発言権を大きくする旨を言及した。
早くも1995年にはダボス会議で「明日のリーダー100人」に選出されていたが、CDUの中で将来の連邦首相候補としてもっとも有力であると取り沙汰されていた。2007年に行われた世論調査では、ドイツでもっとも人気の高い政治家の一人に入った。またニーダーザクセン州の政治家の中でももっとも人気が高かった。2008年1月に行われた州議会選挙では議席を減らしながらもヴルフの連立与党が過半数を制し、同じく連邦首相候補と目されたヘッセン州のローラント・コッホ州首相をしり目に、党内での「未来の連邦首相候補」の地位を固いものとした。2010年4月に内閣改造を行い、アイギュル・オズカンを社会・婦人・家族・健康・同化相に任命したが、彼女はドイツ史上初のムスリムの大臣となった。

### 連邦大統領
2010年5月、ホルスト・ケーラー大統領がアフガニスタン訪問時の失言の責任を取って辞任した際、CDU・FDP連立であるアンゲラ・メルケル政権より後任の連邦大統領候補に選ばれ、2010年6月30日に行われた連邦会議で、SPDや緑の党が推す対立候補ヨアヒム・ガウクらに対し、第3回投票にもつれこむ苦戦の末に選任された。連邦大統領の就任にあたっては、ドイツ連邦共和国基本法55条により連邦大統領以外連邦政府及び州政府の公職に就くことが許されていないため、ヴルフはニーダーザクセン州首相を辞任した。
2011年末、ニーダーザクセン州首相在職中の2008年、自宅購入資金として50万ユーロの融資を知人から低金利で受けていたことが発覚。更にこの事実を報道しようとした新聞紙の編集長に対し、記事を掲載しないよう電話したことも明らかになり、批判を浴びた。これに対しヴルフは2012年1月4日、ARDとZDFの取材に応じ「違法行為は何もしていないが、全ての行いが正しかったわけでもない」「（新聞社編集長への電話は）ひどい過ちだった」と釈明し、任期満了までの続投を表明した。これに対し同月8日には、大手不動産会社のサイトにヴルフやベレヴュー宮（ベルリン大統領官邸）の写真と共に「賃貸物件。3棟で1ヶ月1ユーロ。首相官邸至近。現住人は近く退去」と書かれたいたずら広告が一時掲載される事態も起きている。
2012年2月17日、検察により汚職事件の捜査が本格化されたのに伴い連邦大統領職を辞任した。2013年4月12日に在宅起訴された。
2014年2月27日、ハノーファー地裁は問われていた収賄罪について無罪判決を出した。

### 辞任後
辞任後は規定により元大統領は年間23万ユーロの年金を支給されるが、退任後に公職に就くことは禁止されている。辞任後の2014年にハンブルクで弁護士事務所を開設。また複数の企業の相談役を務めている。またメルケル首相の依頼により元大統領として2015年1月にサウジアラビアのアブドゥッラー国王の葬儀にドイツ代表として参列した。
2022年9月22日、来たる27日に実施予定の故安倍晋三国葬儀にヴルフ元大統領がドイツ代表として参列することが、日本国外務省により発表された。2023年11月には福島県会津若松市にある板東俘虜収容所長を務めた松江豊寿の記念碑で開かれた献花祭に来賓として出席した。

## 人物
宗派はカトリック。一女をもうけた夫人とは2006年に離婚。その後、コンチネンタル社の広報官だったベッティナ・ヴルフ（旧姓ケルナー）と2008年に再婚して一男をもうけた（ベッティナには事実婚の前夫との間に息子が一人居る）が、大統領辞任からおよそ1年後の2013年1月、ベッティナと離婚した。しかし2015年5月に復縁し、同年10月に再婚した。現在はハノーファーに暮らしている。
2007年に上海の同済大学より名誉博士号を受けた。2006年には「ネクタイの最も似合う男性」に選出された。ニーダーザクセン州のリューネブルクと姉妹都市関係を結ぶ徳島県鳴門市や、フォルクスワーゲン工場のある愛知県豊橋市も訪れたことのある親日家。自宅には1万冊の蔵書がある。